# Peter Seeger
Peter Seeger (* 5. Januar 1919 in Berlin; † 7. Juli 2008) war ein deutscher Komponist, Musikpädagoge und Dirigent.

## Leben
Seeger studierte von 1936 bis 1940 an der Staatlichen Hochschule für Musik u. a. bei Kurt Thomas (Chorleitung), Fritz Stein und Walther Gmeindl (Orchesterleitung), sowie bei Heinz Tiessen und Paul Höffer (Komposition). Nach dem Krieg wurde er Musikdirektor in Nordhausen, kam 1947 als Direktor der Musikschule der Ortenau nach Offenburg, von wo aus er die Stadtkapelle „Harmonie“ Kehl-Sundheim dirigierte, wurde 1957 Musikerzieher an der Heimschule Lender in Sasbach am Kaiserstuhl und 1960 Musikerzieher am Johann-Sebastian-Bach-Gymnasium in Mannheim. Er war Bundeschormeister im Badischen Sängerbund. Als Komponist schrieb er hauptsächlich für Blasorchester und Chöre. Peter Seeger war Träger des Bundesverdienstkreuzes am Bande.

## Konzerte, Blasmusik- und Vokalwerke

### Konzerte
- 1943 Konzert für Fagott und Oboe (Salzburg)
- 1966 Konzert für Oboe (Mannheim)

### Blasmusik
- 1956 Lippische Tänze, Suite, Musikverlag Müller
- 1956 Serenade, Musikverlag Bohne + Schulz
- 1957 Toccata, für Blasorchester, Bohne + Schulz
- 1958 Concerto grosso, für zwei Flügelhörner, Tenorhorn, Bariton und Blasorchester, Musikverlag Schott
- 1959 Festliche Intrade, Bohne + Schulz
- 1961 Nach französischer Art, Musikverlag Molenaar (NL)
- 1963 Hymne über einen altitalienischen Lobgesang, Musikverlag Müller
- 1963 Mährische Rhapsodie, Musikverlag Molenaar (NL)
- 1964 Aus Kastilien, Molenaar
- 1964 (Die) Bremer Stadtmusikanten, Molenaar
- 1964 Festlicher Aufklang, Bohne + Schulz
- 1964 Hymnus, Müller
- 1976 Partita, Bohne + Schulz
- 1978 Glücklicher Tag, für Männerchor und Blasorchester, Müller
- 1983 Rhapsodie nach deutschen Volksliedern, Bohne + Schulz
- 1987 Südliche Häfen, für gemischten Chor und Blasorchester, UA Karlsruhe

### Kantaten
- 1950 Ein Bilderbuch, heitere Chorsuite
- 1953 Abendkantate, für Frauenchor und Streichorchester
- 1954 Kleine Weisheiten für Frauenchor und Zupforchester
- 1954 Der Strom Kantate für Sprecher, Männerchor und Streichorchester
- 1955 Festlied für Männerchor und Klavier
- 1959 Frühlingserwarten Kantate für Tenor, Frauenchor und Orchester
- 1962 O Musica, Kantate für Sopran, Männerchor und Streicher
- 1964 Tanz durch Europa, Suite über ausländische Volkslieder für Chor und kleines Orchester
- 1964 Pfälzische Liedkantate für Männerchor und Blasorchester
- 1965 Jahreszeiten Kantate für Chor und Streichorchester
- 1966 Blauer Mond, Sentimentale Romanzen für Sprecher, Chor und Instrumente.
- 1967 Zwei Tanzchöre, agierender Chor und Blasorchester
- 1967 Es ist für uns eine Zeit angekommen Weihnachtskantate
- 1970 Ein Schallmanach Dreistimmiges Männerstimmenensemble, Klavier und drei Blechbläser
- 1971 Image, Träume und Konsum Kantate in Rosa (H. Kissner)
- 1974 Schlaglichter, sieben Songs von der unheilen Welt für Tanzgruppe, Kinder-, Männer- und gemischter Chor
- 1977 Springtime, Madrigal variation für Vokal Quartett, gemischten Chor und Instrumente
- 1978 Glücklicher Tag Kantate für Männerchor und Blasorchester
- 1985 Goethe-Kantate, Kantate für Solisten, gemischten Chor und Orchester
- 1986 Rosenstock-Holderblüt, Volksliederkantate deutscher Romantik für Chor und sieben Instrumenten
- 1988 Goldene Bälle, melodramatische Fabel für Erzähler, Soli, Chor und Zupfinstrumente
- 1989 Umwelt in Not vier Gesänge für Chor und Combo
- 1992 Der singende Morgen Kantate nach Worten von U. Karran und P. Seeger
- Weihnachtskantate, für Solisten, Kinderchor und gemischten Chor

### Bühnenwerke
- 1960 Augen auf im Verkehr, Szenische Kantate für Kinder, Sprech- und Singstimmen
- 1964 Das Angorakätzchen, Grotteskes Ritterspiel für Kinder
- 1970 Tolle Tage bei Maler Malermann, szenische Schulkantate
- 1971: Warehouse-Life. Satirische Chor-Revue in 10 Abteilungen für Solisten, mehrere Sprecher, gemischten Chor und Combo. Text von Fritz Graßhoff, Musikverlag Schott.

### Chorwerke
- Aber’s heiraten, für Frauenchor oder Männerchor
- Bei meiner Blondine (In meines Vaters Garten), für Männerchor
- Bellmann-Songs, fünf Lieder für Männerchor
- Beschwingte Illusionen, für Männerchor
- Das Ringlein (Unter den Mädchen find ich nie), für Männerchor
- Singt hei, singt hei, für Männerchor
- Der Mensch – ein kurzer Lautenklang, für Frauenchor – Text: Abraham a Santa Clara
- Der Verliebte (In herber Pein), für Männerchor
- Der Wolgapfad, für Männerchor
- Die Leineweber, für gemischten Chor
- Ein Bilderbuch, Tanzsuite für gemischten Chor, Querflöte, Oboe, Fagott, Horn, Trompete, Posaune, Klavier, Akkordeon, Pauken, Schlagzeug und Streicher* Ein Jäger aus Kurpfalz, für gemischten Chor
- Eine Blume am Hut, für Männerchor
- Elslein, für Frauenchor oder Männerchor
- Gestundete Zeit (Ingeborg Bachmann): Zyklus für gemischten Chor. Willy Müller Süddeutscher Musikverlag, Heidelberg 1970
- Gloria im Himmel – Gloria in cielo, für gemischten Chor
- Gut ist’s ein Weib zu haben, für Männerchor
- Guter Mond, für gemischten Chor
- Von Herz und Schmerz, fröhliche Suite für gemischten Chor und Zupforchester
- Jung woll’n wir sein, für Männerchor
- Kein schöner Land, für gemischten Chor – Text: Anton Wilhelm von Zuccalmaglio
- Kleine Toren-Grosse Toren, für Männerchor
- Lieber Mann im Monde, für gemischten Chor
- Lieder – goldne Brücken, für Männerchor
- Lumpenlieder (Lustig ihr Brüder), für Männerchor
- Maienlied (Hab ein Mädchen lieb von Herzen), für Männerchor
- Mann ist Mann, für Frauenchor oder Männerchor
- Mein Herr Ich Kenn, für Frauenchor oder Männerchor
- Molly Malone (In Dublin, dem Städtchen), für Männerchor
- Monsieur Rouselle, für Männerchor
- Pfirsich ess ich gerne, für Männerchor
- Schöner Sommer – O bel été, für gemischten Chor
- Sechs Hesse-Gedichte Nr. 1, voor mannenkoor
- Seht, König Dagobert, für Männerchor
- Singe, mein Herz!, für gemischten Chor
- Steckenpferde, für Männerchor
- Weinlied, für Männerchor
- Wie scheint der Mond, für Frauenchor oder Männerchor
- Zog einst durch Paris, für Männerchor

### Vokalmusik
- Frühlingserwarten, für Tenorsolist, Frauenchor (Sopran, Mezzosopran, Alt) und Streicher

## Veröffentlichungen
- mit Erich Ganzenmüller, Paul Wehrle, Jürgen Meyer, Heinz Spaeth, Hans-Walter Berg: Musikplan Baden-Württemberg – Materialien zu seiner Vorbereitung. Landesmusikrates Baden-Württemberg